# Serie A2 2011-2012 - Girone F (pallamano maschile)

## Formula
- Le 5 squadre partecipanti hanno disputato un girone all'italiana di doppia andata e doppio ritorno; al termine la prima classificata disputerà uno spareggio promozione con la seconda classificata del girone C; la vincente sarà promossa in serie A1 nella stagione successiva; la squadra classificata all'ultimo posto è stata retrocessa in serie B nella stagione successiva.

## Squadre partecipanti
- Esperia (Irritec & Siplast)
- Girgenti (Sicily Food)
- Forte Gonzaga
- Alcamo (T.H. Alcamo 07)
- Kelona

## Risultati

### Primo girone andata e ritorno
| andata | 1ª giornata       | ritorno |
| ------ | ----------------- | ------- |
| 28-25  | Kelona - Girgenti | 32-30   |
| 23-26  | Alcamo - Esperia  | 25-30   |

| andata | 4ª giornata            | ritorno |
| ------ | ---------------------- | ------- |
| 32-31  | Kelona - Esperia       | 29-33   |
| 15-32  | Forte Gonzaga - Alcamo | 28-37   |

| andata | 2ª giornata             | ritorno |
| ------ | ----------------------- | ------- |
| 35-17  | Esperia - Forte Gonzaga | 30-20   |
| 21-32  | Girgenti - Alcamo       | 35-27   |

| andata | 5ª giornata              | ritorno |
| ------ | ------------------------ | ------- |
| 39-21  | Girgenti - Forte Gonzaga | 38-23   |
| 25-37  | Alcamo - Kelona          | 30-31   |

| andata | 3ª giornata            | ritorno |
| ------ | ---------------------- | ------- |
| 34-32  | Esperia - Girgenti     | 28-36   |
| 21-33  | Forte Gonzaga - Kelona | 19-44   |

### Secondo girone andata e ritorno
| andata | 1ª giornata       | ritorno |  |
| ------ | ----------------- | ------- |  |
| 37-26  | Kelona - Girgenti | 21-28   |  |
| 33-26  | Alcamo - Esperia  | 31-38   |  |

| andata | 4ª giornata            | ritorno |  |
| ------ | ---------------------- | ------- |  |
| 35-31  | Kelona - Esperia       | 43-41   |  |
| 24-48  | Forte Gonzaga - Alcamo | 15-41   |  |

| andata | 2ª giornata             | ritorno |
| ------ | ----------------------- | ------- |
| 36-25  | Esperia - Forte Gonzaga | 34-13   |
| 28-29  | Girgenti - Alcamo       | 32-25   |

| andata | 5ª giornata              | ritorno |
| ------ | ------------------------ | ------- |
| 39-18  | Girgenti - Forte Gonzaga | 40-21   |
| 30-35  | Alcamo - Kelona          | 23-32   |

| andata | 3ª giornata            | ritorno |  |
| ------ | ---------------------- | ------- |  |
| 32-26  | Esperia - Girgenti     | 37-28   |  |
| 22-31  | Forte Gonzaga - Kelona | 14-47   |  |

## Classifica
|  | Pos. | Squadra       | Pt | G  | V  | N | P  | GF  | GS  | DR   |
|  | ---- | ------------- | -- | -- | -- | - | -- | --- | --- | ---- |
|  | 1.   | Kelona        | 42 | 16 | 14 | 0 | 2  | 547 | 429 | +118 |
|  | 2.   | Esperia       | 33 | 16 | 11 | 0 | 5  | 522 | 448 | +74  |
|  | 3.   | Girgenti      | 24 | 16 | 8  | 0 | 8  | 503 | 445 | +58  |
|  | 4.   | Alcamo        | 21 | 16 | 7  | 0 | 9  | 491 | 453 | +38  |
|  | 5.   | Forte Gonzaga | 0  | 16 | 0  | 0 | 16 | 316 | 604 | -288 |

Legenda:

      Qualificata ai Play off promozione
      Retrocessa in Serie B 2012-2013

## Verdetti
- Forte Gonzaga: retrocessa in Serie B 2012-2013.